# Trattato di amicizia turco-tedesco
Il Trattato di amicizia tedesco-turco (in tedesco Türkisch-Deutscher Freundschaftsvertrag, in turco Türk-Alman Dostluk Paktı) è stato un patto di non aggressione firmato tra la Germania nazista e la Turchia il 18 giugno 1941 ad Ankara dall'ambasciatore tedesco in Turchia Franz von Papen e dal ministro degli Esteri turco Şükrü Saracoğlu. È entrato in vigore lo stesso giorno.

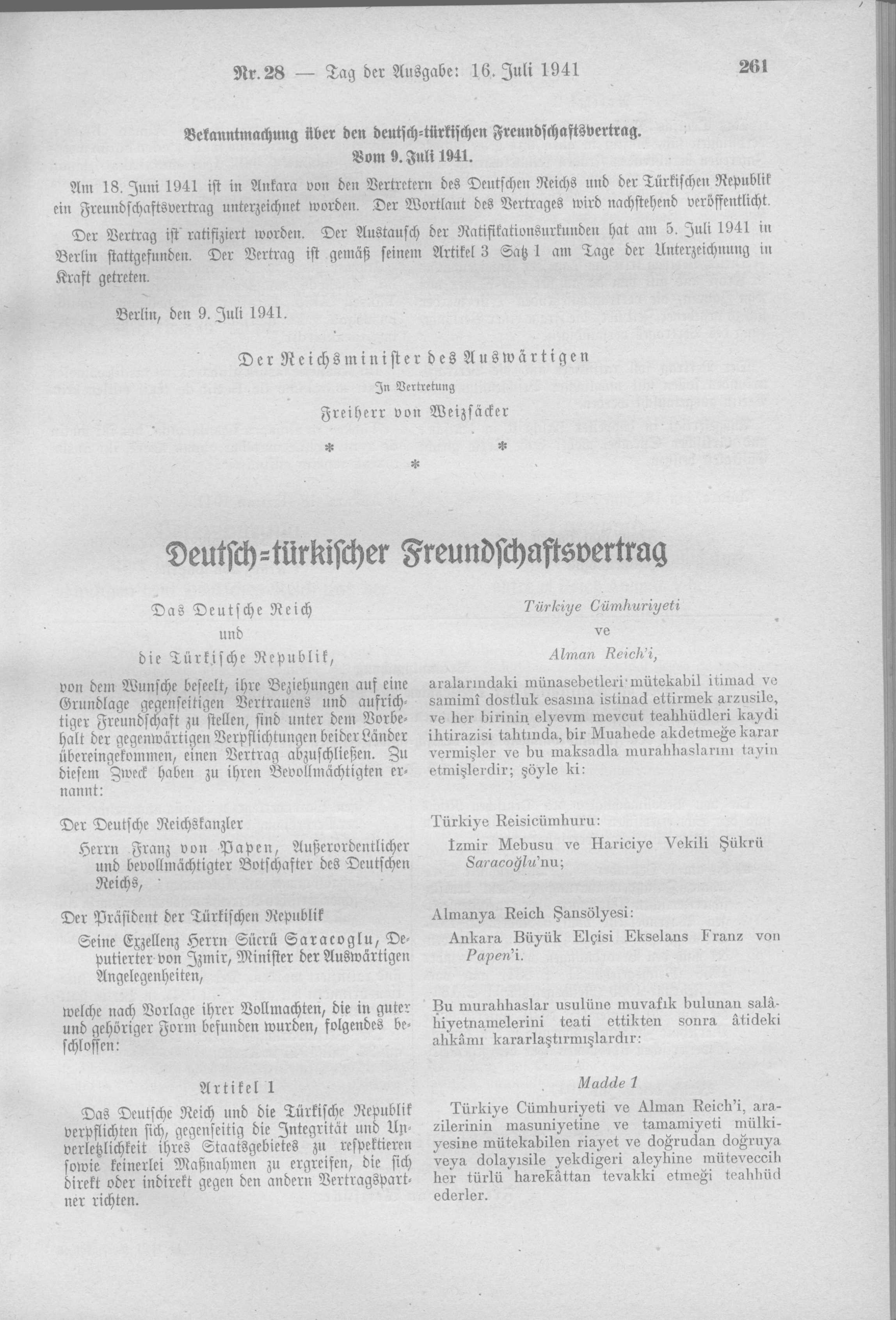
Il trattato di amicizia turco-tedesco del 1941

Il patto aveva una durata decennale, ma la Turchia interruppe le sue relazioni diplomatiche e commerciali con la Germania nell'agosto 1944, dopo che l'esercito sovietico invase la Bulgaria; il 23 febbraio 1945 la Turchia dichiarò guerra alla Germania nazista. Il patto fu sciolto il 24 ottobre 1945, dopo la caduta del Terzo Reich, quando la Turchia entrò a far parte delle Nazioni Unite.

## Contesto geopolitico
Dopo lo scoppio della seconda guerra mondiale nel 1939, il presidente turco İsmet İnönü perseguì una politica di neutralità, cercando di evitare il coinvolgimento nella guerra e chiedendo consegne di equipaggiamenti militari sia alle potenze dell'Asse che agli Alleati. La Germania cercò di allontanare la Turchia dalla Gran Bretagna attraverso gli sforzi diplomatici.
Mentre la Germania si preparava a invadere la Jugoslavia e la Grecia nell'aprile 1941, le truppe tedesche arrivarono al confine bulgaro e chiesero il permesso bulgaro di attraversare il suo territorio. Il 1º marzo 1941, la Bulgaria, desiderosa di acquisire le aree in cui vivevano le comunità di lingua bulgara in Grecia (Macedonia orientale e Tracia) e Jugoslavia (Macedonia di Vardar), firmò il patto tripartito e si unì così formalmente alle potenze dell'Asse.
Il 4 marzo 1941, Franz von Papen inoltrò una lettera di Adolf Hitler a İnönü nella quale era scritto che Hitler non aveva iniziato la guerra e non intendeva attaccare la Turchia. Inoltre, Hitler sottolineò di aver ordinato alle sue truppe in Bulgaria di stare lontano dal confine turco per evitare di dare una falsa percezione della loro presenza. Hitler propose un patto di non aggressione con la Turchia.
Il 6 aprile le truppe dell'Asse attaccarono la Jugoslavia (nell'operazione 25) e la Grecia (nell'operazione Marita) attraverso la Bulgaria nel tentativo di proteggere il suo fronte meridionale. L'invasione della Jugoslavia terminò il 17 aprile e l'invasione della Grecia il 1º giugno. La Bulgaria annesse le regioni greche e jugoslave che aveva rivendicato e l'annessione dell'Asse e l'occupazione della regione balcanica furono completate.
Nel frattempo, il 1º aprile 1941, Rashid Ali Al-Gaylani fece un colpo di stato che rovesciò il regime filo-britannico in Iraq. I quattro generali che guidavano la rivolta lavorarono a stretto contatto con l'intelligence tedesca e accettarono gli aiuti militari dalla Germania. Hitler chiese alla Turchia il permesso di attraversare il territorio turco per fornire assistenza militare all'Iraq. In cambio, il governo turco chiese concessioni di confine all'Iraq. Durante i negoziati, le forze britanniche attaccarono l'Iraq. Tra il 18 aprile e il 3 giugno la Gran Bretagna restaurò il regime dell'emiro Abdul-Illah, reggente del re Faisal II di quattro anni. La questione tra Turchia e Germania fu risolta da questi sviluppi e il 18 giugno 1941 fu firmato il trattato di amicizia tedesco-turco.
Il 22 giugno 1941, quattro giorni dopo la firma del trattato di amicizia tedesco-turco, le truppe tedesche invasero l'Unione Sovietica nell'operazione Barbarossa e violarono il patto di non aggressione tedesco-sovietico.
Nell'agosto 1944 la Turchia interruppe le sue relazioni diplomatiche e commerciali con la Germania, che avevano preceduto il trattato di amicizia, e il 23 febbraio 1945 la Turchia dichiarò guerra alla Germania.

## Accordo di Clodius
Nell'ottobre 1941, la Turchia e la Germania firmarono l'Accordo di Clodius, dal nome del negoziatore tedesco Karl Clodius. La Turchia accettò di esportare in Germania fino a 45.000 tonnellate di minerale di cromite nel 1941 e nel 1942, e 90.000 tonnellate di minerale sia nel 1943 che nel 1944, sulla base delle forniture tedesche di equipaggiamenti militari alla Turchia. La Germania avrebbe fornito fino a 117 locomotive ferroviarie e 1.250 vagoni merci per trasportare il minerale.
Nel tentativo di impedire che la fornitura del minerale strategico raggiungesse la Germania, sia gli Stati Uniti sia il Regno Unito fecero acquisti folli per ottenere la cromite turca, anche se non ne avevano bisogno. Come parte del "pacchetto", gli anglo-americani acquistarono anche frutta secca e tabacco turchi.